# Анубиас Бартера
Ану́биас Ба́ртера (лат. Anubias barteri) — тропическое растение, вид рода Анубиас (Anubias) семейства Ароидные, или Аронниковые (Araceae).

## Биологическое описание
Корневище толстое, мясистое, иногда разветвлённое, отходящие от него корни относительно глубоко уходят в грунт. У разновидности Anubias barteri var. nana корни уходят в грунт не глубоко, а за малые размеры этого растения (в природных условиях не превышаеть 15 см длины) его называют карликовым. Образует плотные заросли.
Стебли ползучие и укореняющиеся, толщиной 5—7,6 мм, гладкие.
Листья вертикальные, переменной формы (форма у молодых растений может отличаться от формы взрослых растений), от тёмно- до бледно-зелёных, сверху глянцевые, снизу бархатистые, расположены черепицеобразно. Черешки 5—27,9 см длиной, тонкие, вложенные на 2,5—3,8 см во влагалища, в основании расширенные. Листовая пластинка 7—20,3 см длиной, 3,2—10,2 см шириной, овальная или овально-ланцетовидная, на вершине заострённая, в основании округлённая, полуусечённая или более-менее сердцевидно-копьевидная; нижние лопасти часто неравные, короткие и округлённые или дельтовидные, тупые; центральная жилка просматривается хорошо, сверху слегка вдавлена, с нижней стороны выступает; боковые жилки многочисленные, параллельные, изогнутые, восходящие, видны слабо, окраска листа возле них более тёмная.
Цветоножка 6,4—17,8 см длиной, тонкая, гладкая. Покрывало 2,5—3,2 см длиной, около 12,7 см шириной, продолговатое, расширяющееся почти к основанию во время цветения, свернутое при образовании плодов, гладкое, зелёное. Початок 2,5—3,2 см длиной, тонкий, цилиндрический. Женская зона 6,4—15,2 мм длиной; завязь сжато-шаровидная; столбик короткий; рыльце дискообразное.

## Распространение
Встречается в Западной Африке и Центральной Африке —  Экваториальной Гвинее (Биоко), Гвинее, Кот-д'Ивуаре, Либерии, Нигерии, Камеруне, Конго, Габоне.
Растёт вблизи лесных водоёмов в тенистых местах, на болотах.

## Культивирование
Разводится в качестве аквариумного растения, растёт как в водной, так и в воздушной среде, но содержать его можно только в тропическом аквариуме.

## Таксономия
Anubias barteri Schott, Prodromus systematis Aroidearum 159. 1860. 
syn. Anubias barteri var. barteri

### Разновидности
В пределах вида выделяются три разновидности:
- Anubias barteri var. angustifolia (Engl.) Crusio — Гвинея, Кот-д'Ивуар, Либерия, Камерун
- Anubias barteri var. glabra N.E.Br. — Анубиас ланцетовидный, Гвинея, Кот-д'Ивуар, Либерия, Нигерия, Камерун, Конго, Габон, Биоко
- Anubias barteri var. nana (Engl.) Crusio — Анубиас карликовый, Камерун (к северу от Лимбе)